# ماوندویل (آلاباما)
ماوندویل (به انگلیسی: Moundville) شهری در شهرستان هیل ایالت آلاباما است که مساحت آن ۱۲٫۰۳ کیلومتر مربع است و در سرشماری سال ۲۰۱۰ میلادی، ۲٬۴۲۷ نفر جمعیت داشته و تراکم جمعیتی آن، ۲۰۱٫۷۵ نفر در هر کیلومتر مربع بوده است.